# Green (Ohio)
Green – miasto w Stanach Zjednoczonych, w północno-wschodniej części stanu Ohio. Liczba mieszkańców w 2000 roku wynosiła 22 817.